# MC68030

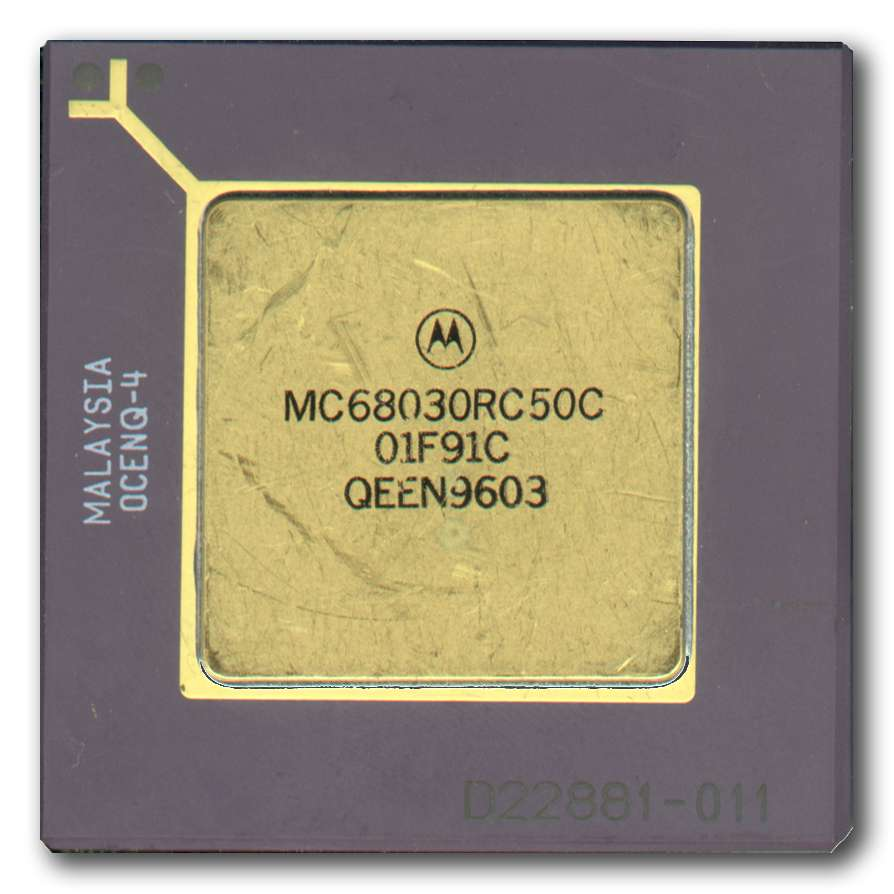
モトローラ MC68030 マイクロプロセッサ

MC68030（エムシー -）は1987年にモトローラがリリースしたM68000ファミリに属する32ビットマイクロプロセッサ。
68020の後継であり、その系統は68040に受け継がれた。

## 概要
基本的にはMC68020の構造を継承する。ダイナミックバスサイジング機能によるデータバス8・16・32ビット、アドレスバス32ビットの典型的なCISCアーキテクチャに基づく32ビットプロセッサである。
総トランジスタ数は約30万、HMOS（高密度NMOS）とCMOSを組み合わせたHCMOSプロセスで製造され、ピングリッドアレイパッケージ版（RCサフィックス）とセラミック表面実装パッケージ版（FEサフィックス）が提供された。
MC68020に対する主な変更点は以下の通り。
チップ内にMC68020で初搭載された命令キャッシュ256バイトに加え、256バイトのデータキャッシュを搭載
これらの内蔵キャッシュは16ライン（16バイト単位）のダイレクトマップ方式を採用する。これにより、新たに実装された4回分のデータアクセスを連続的に高速実行するバーストアクセスモードを利用することで、データを高速転送するように改良されている。
MC68851サブセット相当のデマンド・ページ方式仮想記憶対応メモリ管理ユニット(MMU)を内蔵
このMMUは フルアソシエイティブ22エントリのアドレス変換キャッシュ（ATC）を装備しており、データおよび命令キャッシュへのアクセスと平行してアドレス変換を実行できるようになった。このため、ATCに変換値がある場合はMMUによるアドレス変換のタイムロスが隠蔽されるようになり、メモリアクセスが高速化した。
これらの大改良に加え、内部処理の並列度の向上などの改良もあって、同一動作クロックのMC68020と比較して高速化が実現され、併せてMMU統合や製造プロセスの縮小による消費電力の低減、パッケージサイズの縮小、それにバスインターフェイスの改善によってシステムの製造コスト低減も実現している。
命令の実行クロック数は乗除算で数十クロックを要するものが存在する。
コプロセッサとしては浮動小数点ユニット(FPU)のMC68881、あるいはその高速版であるMC68882を接続して使用可能である。
なお、MMUのサポートを省略した低価格版の68EC030もリリースされ、こちらはピングリッドアレイパッケージがセラミックではなく廉価なプラスチック製（RPサフィックス）となっていた。また、MC68030については動作クロック周波数は16・20・25・30・33・40・50MHzの7種が提供されたが、68EC030は40MHzまでとなっており、低価格版故に差別化が図られていた。

## 主な使用例
- Apple Computer Macintosh IIci
- コモドール Amiga
- サン・マイクロシステムズ Sun-3/80
- NeXTコンピュータ NeXTcube
- アタリ Atari TT、Atari Falcon
- シスコシステムズ 2500シリーズ ルータ（68EC030）
- シャープ X68030（68EC030）